# ۹۰۷ (خورشیدی)
۹۰۷ نهصد و هفتمین سال هجری خورشیدی است.